# فرودگاه هانتسویل/دیرهرست ریزورت
فرودگاه هانتسویل/دیرهرست ریزورت (به انگلیسی: Huntsville/Deerhurst Resort Airport) یک فرودگاه خصوصی است که یک باند فرود آسفالت دارد و طول باند آن ۹۳۹ متر است. این فرودگاه در کشور کانادا قرار دارد و در ارتفاع ۳۱۴ متری از سطح دریا واقع شده‌است.